# Śpiesznikowate
Śpiesznikowate (Oxyopidae) – rodzina pająków z podrzędu Opisthothela. Śpieszniktowate to pająki drapieżne, które żyją na roślinach, kwiatach i krzewach. Co najmniej jeden gatunek wykazuje zachowania społeczne. W Polsce występuje jeden gatunek – śpiesznik rysień (Oxyopes ramosus).
Rodzina Oxyopidae zawiera około 450 gatunków podzielonych na 9 rodzajów. Zazwyczaj różnią się w swoich zachowaniach i adaptacjach. Na przykład większość gatunków z rodzajów Oxyopes i Hamataliwa jest małych i średniej wielkości; przedstawiciele szczególnie tego drugiego rodzaju mają zwyczaj polowania z zasadzki w sposób przypominający ukośnikowate (Thomisidae). Niektóre z nich zajmują kwiaty i czekają na owady z je zapylające, inne czyhają na łodygach roślin lub na korze. Z drugiej strony, gatunki z rodzaju Peucetia – będące przeważnie większe, jaskrawozielone i smukłe – są aktywnymi biegaczami i skoczkami.
Oxyopidae generalnie polegają na ostrym wzroku podczas polowania, czy to z zasadzki, czy w pogoni za zdobyczą, a także unikając ataków. Sześć z ich ośmiu oczu ułożonych jest w sześciokątny wzór, cechę charakterystyczną przedstawicieli tej rodziny. Pozostałe dwoje oczu są mniejsze i na ogół mieszczą się z przodu i poniżej pozostałych sześciu.
Śpiesznikowate mają również nogi pokryte kolcami, a u wielu gatunków te nogi, powiększone o kolce, wydają się pełnić rolę swego rodzaju kosza do odłowu latających owadów.
Niektórzy przedstawiciele rodzaju Oxyopes występują na tyle obficie, że są ważnym elementem w systemach rolniczych jako środek kontroli biologicznej. Szczególnie dotyczy to gatunku Oxyopes Salticus.
Jeden gatunek z  rodzaju Tapinillus przejawia niezwykłe wśród pająków zachowania społeczne, żyjąc w koloniach.

## Rodzaje
Za The World Spider Catalog:
- Hamadruas Deeleman-Reinhold, 2009 (Azja Południowo-Wschodnia)
- Hamataliwa Keyserling, 1887 (obie Ameryki, Azja Południowo-Wschodnia, Afryka, Australia)
- Hostus Simon, 1898 (Madagaskar)
- Oxyopes Latreille, 1804 (kosmopolityczny)
- Peucetia Thorell, 1869 (kosmopolityczny)
- Pseudohostus Rainbow, 1915 (Australia)
- Schaenicoscelis Simon, 1898 (Ameryka Południowa)
- Tapinillus Simon, 1898 (Ameryka Środkowa i Południowa)
- Tapponia Simon, 1885 (Azja Południowo-Wschodnia)